# 4813 Terebizh
A 4813 Terebizh (ideiglenes jelöléssel 1977 RR7) a Naprendszer kisbolygóövében található aszteroida. Nyikolaj Sztyepanovics Csernih fedezte fel 1977. szeptember 11-én.